# Mamey (Patillas)
Mamey es un barrio ubicado en el municipio de Patillas en el estado libre asociado de Puerto Rico. En el Censo de 2010 tenía una población de 1380 habitantes y una densidad poblacional de 398,82 personas por km².

## Geografía
Mamey se encuentra ubicado en las coordenadas 18°0′57″N 66°0′6″O / 18.01583, -66.00167. Según la Oficina del Censo de los Estados Unidos, Mamey tiene una superficie total de 3.46 km², que corresponden a tierra firme.

## Demografía
Según el censo de 2010, había 1380 personas residiendo en Mamey. La densidad de población era de 398,82 hab./km². De los 1380 habitantes, Mamey estaba compuesto por el 61.81% blancos, el 18.19% eran afroamericanos, el 0.43% eran amerindios, el 0.14% eran asiáticos, el 17.17% eran de otras razas y el 2.25% pertenecían a dos o más razas. Del total de la población el 99.42% eran hispanos o latinos de cualquier raza.